# 阿尔曼·加罗
阿尔曼·加罗（1872年2月9日—1923年3月23日），是奥斯曼帝国时期的亚美尼亚裔政治家、革命家和社会活动家。加罗是亚美尼亚革命联盟的创始成员，哈米德大屠杀爆发之后他领导抵抗运动，并于1896年发起了占领奥斯曼银行事件。第一次世界大战结束后，他参与了亚美尼亚独立国家的组建，在1918年至1920年间出任首位驻美大使。